# Scars (Papa Roach-låt)
"Scars" är den andra singeln från Papa Roachs tredje album, Getting Away with Murder, (2004), och den sjunde utgivna singeln totalt. "Scars" anses vara bandets comback-singel, trots att den är olik deras tidigare låtar. Det är deras största hit, och den nådde en 15:e plats på Billboard Hot 100. Singeln sålde guld den 6 juni, 2005. Låten, enligt DVD:n Live & Murderous in Chicago, berättar en historia om Jacoby Shaddixs "fruktansvärda natt i Vegas som förändrade mitt liv".

## Låtlista
1. "Scars" (Album Version)
2. "Scars" (Akustisk Version)
3. "Getting Away with Murder" (NapsterLive Version)
4. "Scars" (Video)

## Musikvideo
Låtens video handlar om Shaddixs flickvän, spelad av Taylor Cole, som är full och festar för mycket. En kväll blir hon alldeles för full och tuppar av på en fest i Shaddixs hus och vaknar upp med en baksmälla, och när hon tar sin jacka slår hon till stearinljusen, som landar på mattan på golvet. Mattan är nedfläckad med öl från kvällen innan. Utan att veta om det sätter hon fyr på huset, och går hem. När Shaddix kommer hem har huset brunnit ned. Flickvännen kommer tillbaka till resterna och ser vad som har hänt och inser vad hon gjort. Videon regisserades av Motion Theory.
En helt annan video filmades för låten först. Den första videon är svart och vit, mycket fiktion och overklig. I den här videon besegrar Shaddix och bandet en annan flickvän (uppenbarligen Shaddixs flickvän, men den här gången är det inte Taylor Cole) som verkar vara ett monster eller en häxa. Bandet var inte nöjda med den och det slutade med att de filmade videon nämnd ovan.

## Annat
- Sångaren, Jacoby Shaddix, skrev låten efter att ha blivit tagen till sjukhus i Las Vegas och fick 11 häftklamrar. Shaddix berättade för MTV News att låten handlar om hur man "försöker hjälpa någon som egentligen inte vill ha din hjälp".
- Låten spelades in som en powerballad, vilket är en vändning för bandet. I en intervju säger bandet att deras fans gillar låten när den spelas live.
- På American Top 40, med Ryan Seacrest, nådde "Scars" plats 6  i augusti 2005, och tillbringade 50 veckor på listan från april 2005 till mars 2006.
- Papa Roach är också kända för att sjunga många av sina låtar på spanska. "Scars" («Heridas») bland andra.
- Det här är den högstplacerade singeln av Papa Roach på Billboard Hot 100 (#15).